# Limonium graecum
Limonium graecum är en triftväxtart som först beskrevs av Jean Louis Marie Poiret, och fick sitt nu gällande namn av Carl Ernst Otto Kuntze. Limonium graecum ingår i släktet rispar, och familjen triftväxter. Inga underarter finns listade i Catalogue of Life.